# Уровень (игры)
Уровень (акт, волна, доска, зона, карта, мир, миссия, раунд, стадия, сцена, эпизод, этап и т. п.) — в компьютерных играх — отдельная область виртуального мира игры, обычно представляет собой определённую локацию, например, здание или город.
Термин пришёл из ранних ролевых игр, где относился к уровням подземелья — сеттинга, в котором проходила большая часть игр. Игроки начинали снизу (уровень 1) и должны были пройти через все уровни (которые становились сложнее), пока не доходили до вершины, обретая свободу.
С каждым уровнем ассоциирована одна или несколько задач, которые могут быть как простыми (дойти от точки A до точки B), так и сложными (найти несколько спрятанных предметов за ограниченное время). После завершения миссии игрок обычно переходит на следующий уровень; в случае провала игрок обычно должен попытаться ещё раз. Не во всех играх уровни идут в линейной последовательности; некоторые игры позволяют игроку посещать уровни повторно или выбирать последовательность, в которой их проходить. Примером может послужить жанр Metroidvania, к которому относятся Super Metroid и Super Mario World. Этот тип геймплея включает исследование игрового мира и часто, открытие путей, недоступных с текущими способностями игрока. Найденный позже предмет (ключ или повышение силы) даёт игроку возможность вернуться назад и получить доступ к тому пути. Важно отличать данный тип игр от консольных RPG.

## Использование уровней
Есть несколько причин появления концепции «уровня» в дизайне видеоигр. Многие ранние игры использовали уровни для увеличения продолжительности простой (и короткой) игры, позволяя победившему игроку играть снова на повышенной сложности (например, с более сильными противниками), с другими игровыми настройками (например, с другой схемой лабиринта), либо с применением обоих подходов. При таком подходе игра могла длиться намного дольше и быть более интересной без изменения основного стиля геймплея.
Даже когда игры стали более совершенными, аппаратные ограничения, например, недостаточный объём оперативной памяти для хранения всей графики и звуков, всё ещё вынуждали делить игры на уровни; с другой точки зрения, использование уровней, несмотря на аппаратные ограничения, вносило в игру большое разнообразие. Например, первый уровень платформера представляет собой Преисподнюю, в которой главный герой сражается со скелетами. После завершения уровня игра может приостановиться, чтобы удалить эти данные из памяти и загрузить греческих солдат для следующего уровня. Без системы уровней сделать это было бы невозможно, так как аппаратные средства не могут одновременно хранить оба набора данных, также как не могут одновременно отображать достаточное количество цветов для «рисования» спрайтов и заднего фона.
Некоторые современные игры пытаются получить преимущество над системой уровней, давая впечатление непрерывности (так называемая «бесшовность» мира) — то есть одна длинная игра вместо уровней. В таких играх данные, требуемые для предстоящего уровня, загружаются в память в фоновом режиме с одновременным удалением неиспользуемых данных, по мере приближения игрока к новой локации.
Деление игры на уровни имеет другие преимущества. Во-первых, безостановочное действие может утомить игрока, если игра не предоставляет ему мест для отдыха. Уровни разбивают игру на управляемые сегменты, в перерывах между которыми игрок может отдохнуть. Другое преимущество заключается в том, что игрок может пройти игру только один раз, но он будет достигать некоторой удовлетворённости после каждого успешного завершения уровня. Игры, в которых нет уровней, обычно имеют другую удовлетворяющую игрока цель, которая может достигаться многократно, например, завоевание провинций в Rome: Total War.

## Паузы между уровнями
Паузы между уровнями могут использоваться в качестве вывода различной полезной информации — статистику прохождения уровня (например, Wolfenstein 3D), брифинг перед следующим уровнем, объясняющим задачи, или же просто арт-дизайнерские изображения.

## Другие термины
Есть множество других терминов, относящихся к той же концепции, что и «уровень». Обычно игра использует для 'уровня' один наиболее соответствующий термин, в зависимости от особенностей игровых правил. Используемый термин часто тесно связан с жанром игры. Ниже приведены наиболее распространённые примеры использования многих терминов.
| Термин     | Описание |
| ---------- | --- |
| Акт        | Сегмент, включаемый в зону, который построен и предназначен для разделения повествования на истории (обычно, не более трёх). Термин «акт» также используется в играх ActRaiser. |
| Волна      | Термин похож на этап/фазу, но обычно встречается в аркадных играх, в которых игрок сражается с врагами, наступающими волна за волной. |
| Глава      | Термин используется в серии игр Half-Life. |
| Доска      | Встречается в компьютерных симуляторах настольных игр. Также используется для обозначения любого экрана в системах создания игр, таких как ZZT и MegaZeux. |
| Зона       | Зона представляет собой тематическую область. Встречается в MMO-играх и присутствует в 2D-играх серии Sonic the Hedgehog. Термин зонирование или переход от зоны используется для описания перехода от одной зоны к другой (подразделение на области, подземелья, карты). Зона представляет собой тематическую область. Игры Sonic могут иметь любое количество зон. |
| Карта/мапа | Используется для описания пространств в которых геймплей сильно зависит от дизайна местности. Распространён в стратегиях реального времени и многопользовательских шутерах. Этот термин используется для описания уровней дизайна определённой местности или как общее название пространства игры.                                                                   |
| Мир        | Используется только если каждая область игры представляет собой другой мир или планету. |
| Миссия     | Обычно используется в контексте военных игр, таких как Medal of Honor или Call of Duty. |
| Раунд      | Похож на этап/фазу, но более характерен для файтингов, в которых каждый бой называется «раундом». |
| Эпизод     | В действительности обычно не означает «уровень»; чаще всего эпизод представляет собой набор уровней, которые играются или продаются вместе, как один комплект. |
| Эпоха      | Встречается в играх серии Civilization. Новая эпоха наступает после того, как изучены все технологии данной. |
| Этап, фаза | Часто используются в аркадных играх, подразумевая, что каждый этап или фаза очень похожи на предыдущий. |
| Overworld  | Главный уровень или мир. Например, уровень перед входом в подземелье в Zelda Classic. |

## Дизайн уровней
Уровни для игры создаёт дизайнер уровней или картостроитель. Второй термин чаще используется, когда говорят о шутерах от первого лица, в которых уровни очень часто называют картами (в связи с этим дизайнеров уровней часто называют мапперами, от английского map — карта). Компьютерная программа, используемая для создания уровней, называется редактором уровней. Иногда компилятору также необходимо преобразовывать исходный формат файла в формат, используемый игрой, в частности, шутерами от первого лица. Конструирование уровней — это сложное искусство, требовательное и к внешнему виду уровня, и к производительности игры (на уровне не должно быть точек, в которых игра работает неприемлемо медленно), и к геймплею. Создание уровней является неотъемлемой частью игрового моддинга.

## Уровни в компьютерных ролевых играх
Компьютерные ролевые игры (RPG) обычно не имеют уровней, хотя в них часто есть города, пустынные области и подземелья, которые можно считать уровнями. Вместо этого слово уровень в таких играх обозначает число, характеризующее общее развитие персонажа, его мастерство и опыт. Получая уровень, персонаж улучшает свои способности или статистику.
Получение уровней в RPG обычно является второстепенным по отношению к целям игры и событиям, которые происходят во время их выполнения. Несмотря на это, повышение уровня персонажа приносит некоторым игрокам наслаждение, особенно в MMORPG (это называется пауэрлевелинг, манчкинство).

## Секретные уровни
Секретный уровень — это уровень компьютерной игры, скрытый от игрока. Секретный уровень обычно открывается после действий, которые игрок обычно не выполняет, за исключением невероятного совпадения или предшествующего опыта. Иногда доступ к секретному уровню можно получить, выполнив исключительно хорошую (как в Super Smash Bros.) или исключительно большую задачу (как в Sonic Adventure 2).

### Онлайновые источники
- Клифф Блезински. The Art and Science of Level Design (англ.) (DOC) (2000). Дата обращения: 11 июля 2012. Архивировано 6 августа 2012 года.
- Tim Ryan. Beginning Level Design (англ.) 5. Gamasutra (16 апреля 1999). Дата обращения: 11 июля 2012. Архивировано 6 августа 2012 года.
- Shahrani, Sam. Educational Feature: A History and Analysis of Level Design in 3D  Computer Games. Gamasutra (25 апреля 2006). Дата обращения: 29 марта 2010. Архивировано 30 апреля 2012 года.
- Christopher W. Totten. Designing Better Levels Through Human Survival Instincts (англ.) 5. Gamasutra (21 июня 2011). Дата обращения: 11 июля 2012. Архивировано 6 августа 2012 года.
- Mike Stout. Learning From The Masters: Level Design In The Legend Of Zelda (англ.) 3. Gamasutra (3 января 2012). Дата обращения: 12 июля 2012. Архивировано 6 августа 2012 года.

### Печатные источники
- Bates, Bob. Game Design (неопр.). — 2nd. — Thomson Course Technology, 2004. — ISBN 1592004938.
- Brathwaite, Brenda; Schreiber, Ian. Challenges for Game Designers (неопр.). — Charles River Media, 2009. — ISBN 158450580X.
- Moore, Michael E.; Novak, Jeannie. Game Industry Career Guide (неопр.). — Delmar: Cengage Learning[англ.], 2010. — ISBN 978-1-4283-7647-2.
- Oxland, Kevin. Gameplay and design (неопр.). — Addison Wesley, 2004. — ISBN 0321204670.
- Morgan McGuire, Odest Chadwicke Jenkins. Creating Games: Mechanics, Content, and Technology. — Wellesley, Massachusetts: A K Peters, 2009. — ISBN 978-1-56881-305-9.